# Vidmer Mercatali

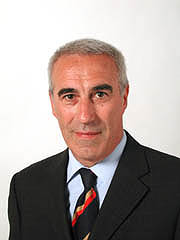
Vidmer Mercatali

Vidmer Mercatali (nascido no dia 17 de maio de 1949) é um político italiano que serviu como senador (2006 – 2013) e prefeito de Ravenna por dois mandatos (1997 – 2006).